# جون دبليو. روبر
جون دبليو. روبر (بالإنجليزية: John W. Roper)‏ هو ضابط أمريكي، ولد في 31 مايو 1898 في كارولاينا الشمالية في الولايات المتحدة، وتوفي في 8 سبتمبر 1963.